# Casualty
Casualty é uma soap opera britânica exibido pela BBC One, a série de drama médico há mais tempo em exibição no mundo. Criada por Jeremy Brock e Paul Unwin, foi exibida pela primeira vez em 6 de setembro de 1986.
Casualty narra as histórias do staff e dos pacientes que passam pelo Departamento de Acidentes e emergências do fictício Holby City Hospital. Deu origem à série Holby City. Vários crossovers já aconteceram entre as duas séries.

## Prêmios e indicações
| Ano  | Prêmio    | Categoria         | Indicado                | Resultado | Ref.  |
| ---- | --------- | ----------------- | ----------------------- | --------- | ----- |
| 2020 | Rose d'Or | Melhor Telenovela | Ricardo Álvarez Canales | Pendente  | [ 3 ] |